# 鷹弋片
鷹弋片，贛語九個方言片之一。主要通行於江西的鷹潭市、貴溪、余江、萬年、樂平、景德鎮市（部分）、餘干、鄱陽、彭澤、橫峰、弋陽、鉛山等地。

## 特點
- 「佢」讀作送氣清音[kʰ]或[ʨʰ]，但餘山、弋陽、鉛山例外。

- 第一人稱代詞多說「阿」、「阿俚」。

- 多數方言梗攝字沒有[aŋ]、[iaŋ]、[uaŋ]的白讀系統。